# Félix Ducasse
Pierre-Félix Ducasse, dit Félix Ducasse, né le 23 septembre 1844 à Saverdun en Ariège et mort le 18 janvier 1904 à Camarès dans l'Aveyron, est un journaliste, orateur populaire des réunions publiques sous la fin du Second Empire, écrivain, capitaine d'État-major de la Garde nationale et protagoniste de la Commune révolutionnaire éphémère de Toulouse.
Jusqu'à ses trente ans, il défend et professe avec force des idées radicales proches du communisme et de la libre-pensée dans le cadre du mouvement des réunions publiques, notamment dans les salles agitées de Belleville et de Toulouse.
Après plusieurs séjours en prison, dont un dernier de quinze mois pour bris de presse en 1864, il reprend les études de théologie qu'il avait abandonnées plus jeune et devient pasteur protestant. Il exerce cette fonction les trente dernières années de sa vie en Suisse, en Belgique où il est nommé président du consistoire de l'Église chrétienne évangélique de Bruxelles, puis en France, notamment à Camarès dans l'Aveyron où il meurt à l'âge de 59 ans.
Il demeure une figure emblématique des tribuns opiniâtres et hauts en couleur des réunions publiques parisiennes de 1868-70 qui ont ouvert la voie à l'avènement de la Commune de Paris quelques mois plus tard.

## Biographie

### Berceau familial dans le sud-ouest

Pension Ducasse à Nérac.

Joseph Ducasse, père de Félix, est né le 28 avril 1820 à Feugarolles dans le Lot-et-Garonne comme son père et son grand-père avant lui.
Le premier janvier 1844, il épouse Déonide Elizabeth Dupesan à Nérac dans le Lot-et-Garonne où il devient pasteur protestant, instituteur communal, puis chef de l'institution de jeunes filles Jeanne d'Albret, aujourd'hui l'École primaire Jean Rostand.
Ce mariage porte rapidement ses fruits et Félix Ducasse naît à Saverdun en Ariège le 23 septembre 1844. Sa mère Déonide meurt des suites de l'accouchement le 30 septembre 1844; en l'espace de neuf mois, elle aura donc connu le mariage, l'enfantement et la mort.

### Jeunes années
A 16 ans, Félix Ducasse est renvoyé du collège de Montauban. Vers 17 ans, il est expulsé du lycée impérial de Nîmes (aujourd'hui Lycée Alphonse-Daudet) pour ses opinions républicaines. Il se retrouve alors à Bordeaux sans un liard en poche et entre à la Guienne, journal du parti clérical et légitimiste où il est responsable des Faits divers et des Revues théâtrales.
Il écrit Les Rois de Navarre à Nérac dont la première édition paraît dans le Journal de Nérac en septembre et octobre 1862.
En 1863, il est emprisonné pour la première fois au motif de tapage nocturne et injurieux  pour avoir sifflé au théâtre la pièce Les vins de Bordeaux de Gabriel Hugelmann à qui il reproche de soutenir la candidature officielle du sieur Gustave Curé contre André Lavertujon
En difficulté d'argent, Félix Ducasse se rend à Lyon où, comme Justin Massicault qu'il y rencontre, il se fait pion au Lycée de Lyon (aujourd'hui Lycée Ampère).
En 1864, il part s'installer à Genève où James Fazy, fondateur du parti radical genèvois, lui confie la rédaction en chef de La Nation suisse, organe communiste du parti radical helvétique dans lequel il affûtera ses armes de tribun aux idées fermement ancrées à gauche; il s'écriera par exemple un jour: Prenez garde, bourgeois, un jour, la faim fait sortir le loup du bois!.
En 1865, il écrit Rome, Genève et la liberté ; lettre à MF Bungener, ministre du Saint Évangile à propos de sa brochure sur l’encyclopédie .
La Nation suisse ne vécut pas longtemps: il y eut un soir une grosse émeute où les radicaux et les conservateurs se battirent à coups de bâtons et de couteaux. Félix Ducasse ne peut en échapper qu'en se sauvant par un soupirail. Il décide alors de s'installer à Paris vers 1866.

### À Paris

#### Installation
Arrivé à Paris Félix Ducasse redevient pion, d'abord à l'institution Massin, puis à l'institution Favart (212 rue Saint-Antoine) où il rencontre Frédéric Morin. Celui-ci le présente à Pierre Larousse qui travaille alors sur son Grand Dictionnaire du XIXe siècle. Félix gagne la confiance de M. Larousse qui bientôt l'emploie et le charge d'accepter ou de refuser le travail des rédacteurs du dictionnaire. Il aurait alors mis au point un stratagème qui consistait à recopier les articles qu'on lui apportait, à les refuser et à les faire payer comme étant siens.

#### Affaire du Cri séditieux
Dans la soirée du 28 octobre 1867, sur l'avenue Victoria et aux abords de l'Hôtel de Ville de Paris, au passage de l'empereur Napoléon III et de l'empereur d'Autriche, retentit un cri.
Alphonse Humbert revient sur cette affaire dans Le Petit Journal :

« C'était en 1867, année de grande liesse monarchique, qui vit, à l'occasion de l'Exposition Universelle, se dérouler sur nos boulevards et nos places publiques tant de pompes impériales et royales. Et voici qu'en ma mémoire s'évoque cette soirée de gala municipal offert au visiteur autrichien et dont, mes amis et moi, républicains de vingt ans, nous, étions promis de saisir l'occasion pour en appeler à l'opinion publique de l'équipée de Mentana, où la politique napoléonienne venait de s'affirmer par l'écrasement, à coups de chassepots d'une poignée de Garibaldiens à peine armés. »

« Je revois la place de l'Hotel de Ville bondée de curieux, les rubans de gaz cerclant le monument, la troupe encadrant le grand espace clair réservé au cortège, des cavaliers à tous les angles de rue, des sergents de ville partout... Puis, c'est l'arrivée des voitures, les officiers d'escorte affairés, les valets poudrés, les cochers couturés d'or, le peloton fastueux des cent gardes, aux blanches crinières, galopant aux portières.
Tout cela défilait à grand tapage de chevaux cabrés, de sabres remués, quand, tout à coup, d'un groupe massé au centre de la foule, monte une clameur poussée à plein gosier "A bas Mentana ! A bas les chassepots ! Vive Garibaldi ! Vive l'Italie libre ! Vive la république italienne !"
Ce ne fut pas long : en moins de temps qu'il n'en faut pour l'écrire nous étions saisis, enlevés, ligotés, jetés dans un poste où nous connûmes les douceurs d'un copieux "passage à tabac" car ce sport était déjà en faveur. Un quart d'heure plus tard, un "panier à salade" spécialement requis nous déposait à la préfecture de police, où nous nous retrouvâmes sept ou huit. Il y avait là Charles Longuet, Félix Ducasse, les frères Dacosta, un grand garçon dont j'oublie le nom, fils du chef des chœurs de l'Opéra, un étudiant en droit appelé Mesnard, un ou deux autres encore. En face de nous, Lagrange, le fameux chef de la brigade politique, furieux, trépignant, hurlant : Fouillez-les ! Déshabillez-les ! Et celui-là ôtez-lui ses bottes ! Nous fûmes, toutefois, après quelques jours de prévention mis en liberté provisoire ; l'inculpation dont nous demeurions chargés était celle de « cris séditieux ». Mais, il faut bien que je vous le dise: l'affaire ne tarda pas à s'adorner de quelques éléments comiques -- car en ce printemps de notre jeunesse, d'être farouchement « irréconciliables » ne nous empêchait pas d'être gais. [...] »

À la suite de cette arrestation, Félix Ducasse dénonce à la presse ses conditions de détention ("Ce n'est point au nom des prisonniers politiques que nous protestons, mais au nom de l'humanité, qui ne permet pas d'enfermer dans des cachots malpropres des hommes dont la justice n'a pas reconnu la culpabilité") et poursuit en justice l'agent qui l'a arrêté. Il tente avec sa défense de faire récuser le juge qui les a qualifiés de "braillards".

#### Affaire Baudin
Le 3 décembre 1868, Félix Ducasse est arrêté à proximité du cimetière Montmartre où le pouvoir effectue un coup de filet massif de peur de voir un rassemblement se former autour de la tombe d'Alphonse Baudin, assassiné le 3 décembre 1851, 17 ans plus tôt, sur une barricade alors qu'il s'opposait au coup d'état de Louis-Napoléon Bonaparte.

#### Les Réunions publiques

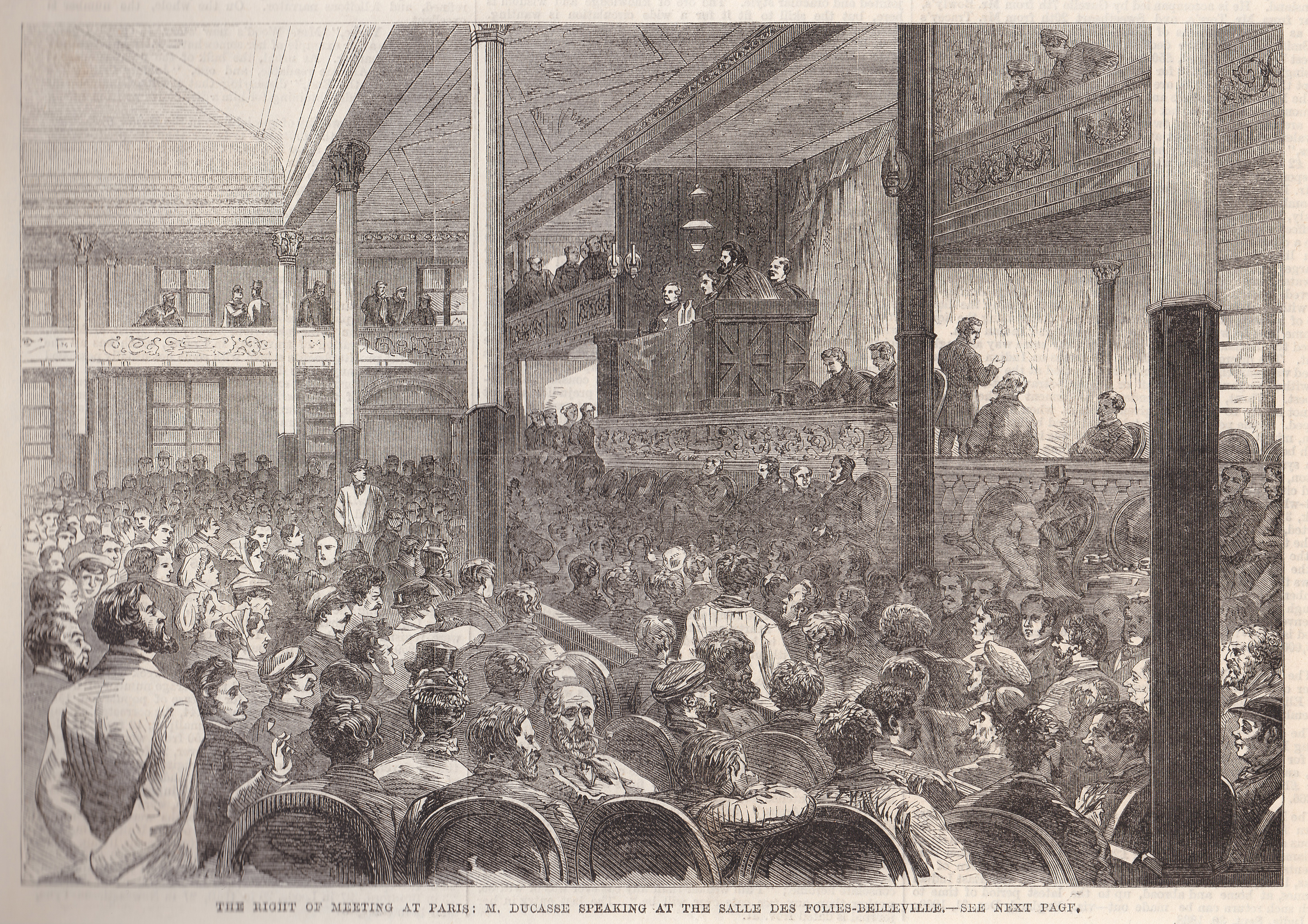
Ducasse à la tribune d'une réunion publique aux Folies-Belleville

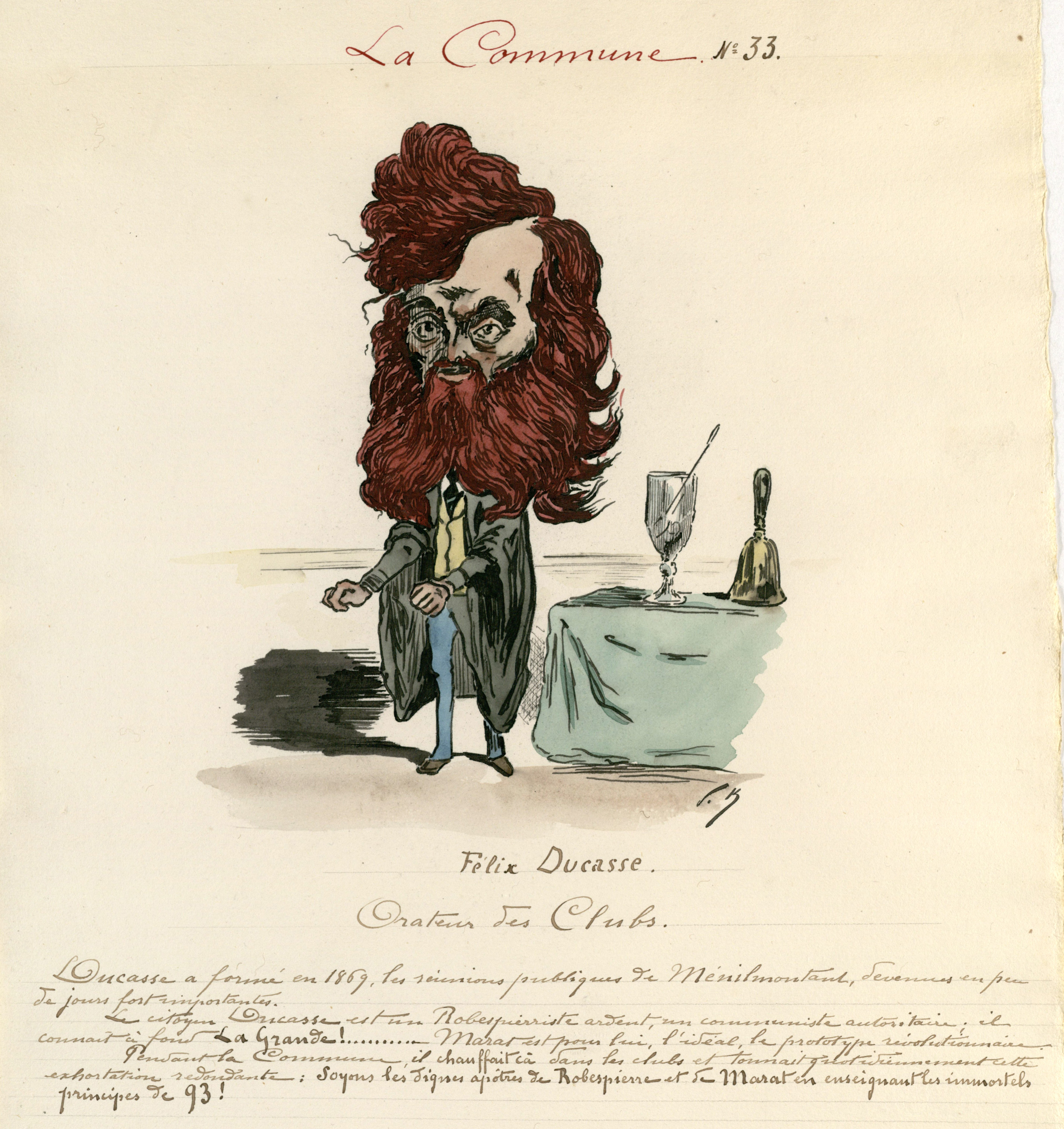
Félix Ducasse caricaturé par Paul Klenck dans la série La Commune

La loi sur les réunions publiques du 6 juin 1868 assouplit un peu la liberté de réunion et d'expression dans l'empire; il est à présent admis que le peuple puisse s'assembler et discuter lors de réunions publiques pouvant réunir plusieurs milliers de personnes. En revanche le texte prévoit des limites importantes: les sujets politiques ne peuvent être abordés (ce qui amènera Félix Ducasse à questionner où finit l'histoire et où commence la politique), et un commissaire de police est tenu d'assister à chaque réunion publique, ce dernier pouvant faire appel à la force publique pour dissoudre l'assemblée s'il estime que les débats dérapent.
Félix Ducasse participe dans ce cadre à des dizaines de ces réunions publiques dont on connait relativement bien le contenu puisque souvent relatées dans la presse de l'époque.
Il siège fréquemment en tant que président de séance dans les réunions se tenant dans la salle des Folies-Belleville où il fera quelques coups d'éclat en réclamant l'abolition du droit de propriété, ou en déclamant des punchlines telles que: Je pense qu'il faudrait suspendre tous les huissiers, et encore suspendre est un mot un peu trop long à mon goût.
Félix Ducasse, se croyant recherché, et l'étant peut-être, quitte Paris en 1870 avant la guerre, et se réfugie à Périgueux, où il sera rédacteur-gérant de La République de la Dordogne, puis à Toulouse.

### À Toulouse
À Toulouse Félix Ducasse reprend ses habitudes parisiennes d'organisation et de participation à des réunions publiques; il participe régulièrement à celles qui se tiennent au Club du Cirque.
Gambetta le nomme capitaine d'état major de la Garde nationale.
Il est également positionné comme rédacteur en chef du journal L'Émancipation.
Dans ce journal il publiera de nombreux articles en soutien de la Commune de Paris. Il participera à la Commune éphémère de Toulouse qui ne dura que quelques heures. Il sera poursuivi puis relâché à ce sujet.
En revanche, il est poursuivi en août 1871 pour « bris de presse », autrement dit pour avoir mis à sac le local et les équipements de son concurrent et néanmoins confrère La Gazette du Languedoc à qui il reprochait ses positions trop conservatrices. Il écopera pour ce faits de 15 mois de prison ferme.

### Deuxième vie: Félix Ducasse pasteur
De sortie de prison fin 1872, il s'installe à Nîmes où il quitte toute activité politique.
Son dossier de police contient d'ailleurs une note éclairante des renseignements généraux à ce propos : « On signale la parfaite tranquillité à Nîmes du sieur Félix Ducasse, professeur, qui a renoncé à la politique pour se livrer à l'enseignement et à l'absorption de la bière, en même temps qu'à un déraisonnable embonpoint. »
Félix prend femme à Nîmes, y a sa première fille Déonide, puis part reprendre ses études de théologie en Suisse.
En 1876, il devient pasteur puis professeur agrégé à la Faculté des Lettres de Lausanne. Il est également membre de l'Institue national de Genève.
En 1877, il est pasteur à l'église de la rue Belliard à Bruxelles, puis nommé président du consistoire de l'Église chrétienne évangélique de Bruxelles.
En 1894, il est nommé pasteur à Camarès dans l'Aveyron où il meurt dix ans plus tard à l'âge de 59 ans.

## Ouvrages publiés
- Les rois de Navarre à Nérac, 1862, 41 pages, [lire sur Gallica]
- Rome, Genève et la liberté ; lettre à MF Bungener, ministre du Saint Évangile à propos de sa brochure sur l’encyclopédie, 1865, 23 pages
- Un manuscrit de Marat (ou Maret ou Marot), 1866, 7 pages
- A. Berthezène, Absurdité d’un concile, 1869, 16 pages dont 4 pages d'introduction rédigées par Félix Ducasse, [notice BNF]
- Félix Ducasse et Alphonse Humbert, Aux électeurs de la 5e circonscription. F.-V. Raspail ou Garnier-Pagès ! Choisissez ! !, 1869, [notice BNF]
- Félix Ducasse À ses Insulteurs, 1870, 48 pages
- Étude sur le Transformisme et les théories qui s’y rattachent, 1876, 128 pages, [notice BNF]
- La philosophie romaine d’après les poètes latins, 1892, 177 pages, [lire sur Gallica]

## Journaux avec lesquels Félix Ducasse a collaboré
Félix Ducasse mentionne en 1870 :
- 1861 : La Guienne de Bordeaux
- 1864-65 : La Nation suisse (renommée La Suisse radicale par la suite) à Genève
- 1866 : Rédacteur à L'Avenir national
- 1867 : Fondateur de La Fraternité de Bruxelles, avec Louis Ariste
- 1868 : Rédacteur au Courrier français
- 1870 : Rédacteur à La Réforme
- 1870 : Rédacteur à La République de la Dordogne

Nous connaissons par ailleurs les collaborations suivantes :
- 1870 : Rédacteur à L'Émancipation, journal de Duportal où il rentre recommandé par Delescluze

Sa collaboration avec La Guienne de Bordeaux, journal légitimiste, alors qu'il n'avait que 16 ans lui sera reprochée par la suite.

## Mentions dans la presse
Félix Ducasse est mentionné dans des dizaines d'articles, notamment pour son activités en 1868-70 dans les réunions publiques de Belleville. Le Figaro en donne souvent une image mordante d'autant plus savoureuse aujourd'hui.
Par exemple sa biographie à charge présentée dans l'article suivant :
- Le Figaro du 15 août 1871[1]

## Mentions dans des ouvrages
- Bibliographie générale de l'Agenais et des parties du Condomois et du Bazadais, 1886, 396 pages, [lire sur Archive.org]
- Les Orateurs des Réunions Publiques de Paris en 1869 : par Louis Albert, 104 pages, [lire sur Gallica]
- L'Insurgé : par Jules Vallès, 1885, 376 pages, [lire sur Wikisource]
- Histoire de la Basse République : par Berthezène, [lire sur Gallica]
- Aux Origines de la Commune - Le Mouvement des Réunions publiques à Paris 1868-1870 : par Dalotel, Faure et Freiermuth, 1991
- Les Réunions Electorales à Paris (mai 1869) : par Auguste Vitu
- Les réunions publiques à Paris, 1868-1869 : par Auguste Vitu, 1869, 154 pages, [lire sur Gallica]
- Compte-rendu d'un habitué des réunions publiques non-politiques (Février-Septembre 1869), [Notice sur Gallica]
- Souvenir d’un révolutionnaire – Gustave Lefrançais
- Class, Politics, and Early Industrial Capitalism A Study of Mid-Nineteenth Century Toulouse, France : par Ronald Aminzade